# Marek Wojaczek
Marek Wojaczek (ur. 15 maja 1964 w Rybniku) – polski sędzia żużlowy klasy międzynarodowej (od 2001 zawody Grand Prix), od 2006 prezes Stowarzyszenia Sędziów Żużlowych, autor książki "Granatowomarynarkowe zapiski".
Sędzią żużlowym jest od 1989. Aby zostać sędzią międzynarodowym, trzeba zaliczyć seminarium FIM i mieć zgodę własnej federacji (PZM). Wojaczek sam pokrył koszty uczestnictwa w seminarium.
W 2006 powołano Stowarzyszenie Sędziów Żużlowych (zrzesza obecnych i byłych sędziów żużlowych). Marek Wojaczek został jednogłośnie wybrany prezesem nowego stowarzyszenia.

## Grand Prix
Od 2001 sędziuje zawody Grand Prix:
- GP 2001 (1): GP Czech

- GP 2002 (3): GP Słowenii, GP Czech oraz GP Danii

- GP 2003 (3): GP Szwecji, GP Słowenii oraz GP Norwegii

- GP 2004 (2): GP Wielkiej Brytanii oraz GP Skandynawii

- GP 2005 (3): GP Szwecji, GP Wielkiej Brytanii oraz GP Skandynawii

- GP 2006 (3): GP Szwecji, GP Danii oraz GP Czech

- GP 2007 (1): GP Danii

## Życie prywatne
Z wykształcenia fizyk i astronom; prowadzi działalność gospodarczą.
Marek Wojaczek z żoną Sabiną (nauczyciel dyplomowany języka polskiego) mają syna Kacpra.